# Pilularia natans
Pilularia natans là một loài dương xỉ trong họ Marsileaceae. Loài này được M mô tả khoa học đầu tiên năm 1821.
Danh pháp khoa học của loài này chưa được làm sáng tỏ. 